# Boettcheria bisetosa
Boettcheria bisetosa är en tvåvingeart som beskrevs av Parker 1914. Boettcheria bisetosa ingår i släktet Boettcheria och familjen köttflugor. Inga underarter finns listade i Catalogue of Life.